# تل‌عفر
تل‌عفر، تلعفر، تَلَّ اَعْفَر یا تَلَّ یعفر شهری در استان نینوا در شمال غربی کشور عراق است. این شهر با جمعیت ۱۷۲٫۵۰۰ نفر (در سال ۲۰۱۸) پس از شهرستان موصل پرجمعیت‌ترین شهر استان نینوا می‌باشد. شهر تلعفر مرکز شهرستان تلعفر است.ساکنان این شهر اکثراً ترکمن با اقلیتی عرب و کرد هستند.

## پیشینه
در ۱۰ کیلومتری جنوب باختری شهر تلعفر تپه‌های باستانی یاریم‌تپه نگاه‌دارندهٔ بازمانده‌هایی از فرهنگ حَلَفی مربوط به ۷ تا ۴۵۰۰ سال پیش و دوره‌های حسونه، حلف و عُبید است.
تاریخدانان بر این باورند که شهری به نام تِلاسَر که در انجیل دو بار به آن اشاره شده همین شهر تلعفر است. در انجیل تلاسر شهری نامیده شده که باشندگان آن «فرزندان عدن» هستند و در زمان سناخریب، آشوریان بر آن چیره شدند.
پس از چیرگی ایرانیان هخامنشی و دیگر پادشاهان بر این سامان، در روزگار عثمانی این شهر به دست ترکان افتاد و ترک‌های عثمانی آن را پادگانی برای نظارت بر قبایل یزیدی ساکن در خاور سنجار ساختند. در دههٔ ۱۸۸۰ تلعفر به عنوان یکی از توابع شهرستان سنجار به‌شمار آمد.
در تابستان سال ۲۰۱۴ داعش شهر تلعفر و پایگاه هوایی آن را تصرف کرد اما در تابستان سال ۲۰۱۷ پس از آزادی موصل توسط ارتش عراق، تل عفر هم از داعش پاکسازی شد.